# Neocouma
Neocouma  es un género de planta con flor con dos especies perteneciente a  la familia de las Apocynaceae. Es originario del sur de América tropical en Venezuela, Colombia, Perú.

## Taxonomía
El género  fue descrito por Jean Baptiste Louis Pierre y publicado en Bulletin Mensuel de la Société Linnéenne de Paris (sér. 2) 1: 33. 1898.

## Especies aceptadas
A continuación se brinda un listado de las especies del género Neocouma aceptadas hasta octubre de 2013, ordenadas alfabéticamente. Para cada una se indica el nombre binomial seguido del autor, abreviado según las convenciones y usos.
- Neocouma parviflora (Markgr.) Zarucchi
- Neocouma ternstroemiacea (Müll.Arg.) Pierre